# إبدال بإزاحة السعة
الإبدال بإزاحة السعة (بالإنجليزية: Amplitude Shift Keying اختصاراً ASK) يعتبر من أبسط طرق التعديل الرقمي حيث يتم تمثيل المعلومات الرقمية الثنائية 0 و 1 بسعتين مختلفتين. وكما نرى في الصورة فقد تم تمثيل حالة 0 بسعة تساوي صفراً وتم تمثيل حالة 1 بسعة تساوي a. ولهذا النوع من التعديل بعض العيوب لحساسيته لأخطاء الإرسال كالتداخلات (بالإنجليزية: interference) والضوضاء (بالإنجليزية: noise) وتشتت الإشارة بتعدد المسارات (بالإنجليزية: multi-path propagation) لذا فإنه لا يمكن ضمان صحة الإشارة في حالة الإرسال اللاسلكي بوجود مثل هذه الأخطاء.

## نموذج نقل الإشارة
في الرسم التوضيحي التالي نرى نموذجاً مثالياً لنظام الإرسال والاستقبال للإشارة الرقمية باستخدام تضمين إزاحة السعة:

## حساب احتمالية الخطأ
في الأشكال التوضيحية التالية نلاحظ حساب كمية الخطأ المحتملة في حالة استعمال تضمين الإزاحة الإتساعي:

## وصلات خارجية
- حساب حساسية المستقبل الذي يستعمل تضمين إزاحة السعة